# تلا
شهرک تلا (به انگلیسی: Tallaght) با جمعیت ۶۴٫۲۸۲ نفر در شهرستان دوبلین در کشور جمهوری ایرلند واقع شده‌است.